# 奥飛騨温泉口駅
奥飛騨温泉口駅（おくひだおんせんぐちえき）は、岐阜県飛騨市神岡町東雲にあった神岡鉄道神岡線の駅。
神岡線の終着駅であったが、2006年（平成18年）に廃駅となった。なお、現在は観光用の軌道自転車の体験運転ができる（後述）。

## 歴史
- 1966年（昭和41年）10月6日：日本国有鉄道（国鉄）神岡線神岡駅として開業[1]。旅客・貨物の取扱を開始[1]。
- 1981年（昭和56年）11月20日：貨物の取扱を廃止[1]。
- 1984年（昭和59年）
  - 2月1日：荷物扱い廃止[1]。
  - 10月1日：神岡鉄道に転換、奥飛騨温泉口駅に改称[1]。
- 2002年（平成14年）12月16日：二代目駅舎完成[2]。神岡鉄道本社が構内に移転し[2]、旅行センターが開業。
- 2006年（平成18年）12月1日：廃止。

## 駅構造
単式ホーム1面1線と留置線を有する地上駅であった（夜間滞泊はなし、神岡鉱山前駅まで回送で戻っていた）。かつては島式ホーム1面2線を有したが、末期には一部が埋め立てられ、片側のみが使われた。無人駅であるが駅舎には自動券売機が一台設置されていた。神岡鉄道では神岡鉱山前駅と並び乗車券の購入できるただ二つの駅となっていた。
開業当初はさらに奥地への延伸が想定されていたため、初代駅舎はホームの西側に線路と並行の形で設けられていた。
神岡鉄道移管後の2002年に完成した二代目駅舎は木造一階建てで、線路の終端部を塞ぐ形で設けられていた。内部には待合所のほか神岡鉄道本社があり、同社が経営する旅行センターも営業していたが、旅行センターは末期に廃止された。また初代駅舎（コンクリート平屋建て）は元の位置（ホーム脇）に残されており、こちらでは喫茶店「あすなろ」が営業していた。トイレは旧駅舎側にあった。
その他、ホーム上に布袋の木像をまつった祠が置かれていた。

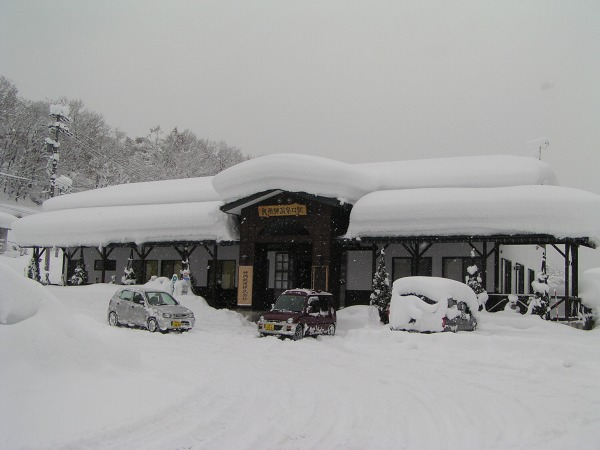
冬の奥飛騨温泉口駅（2005年12月）
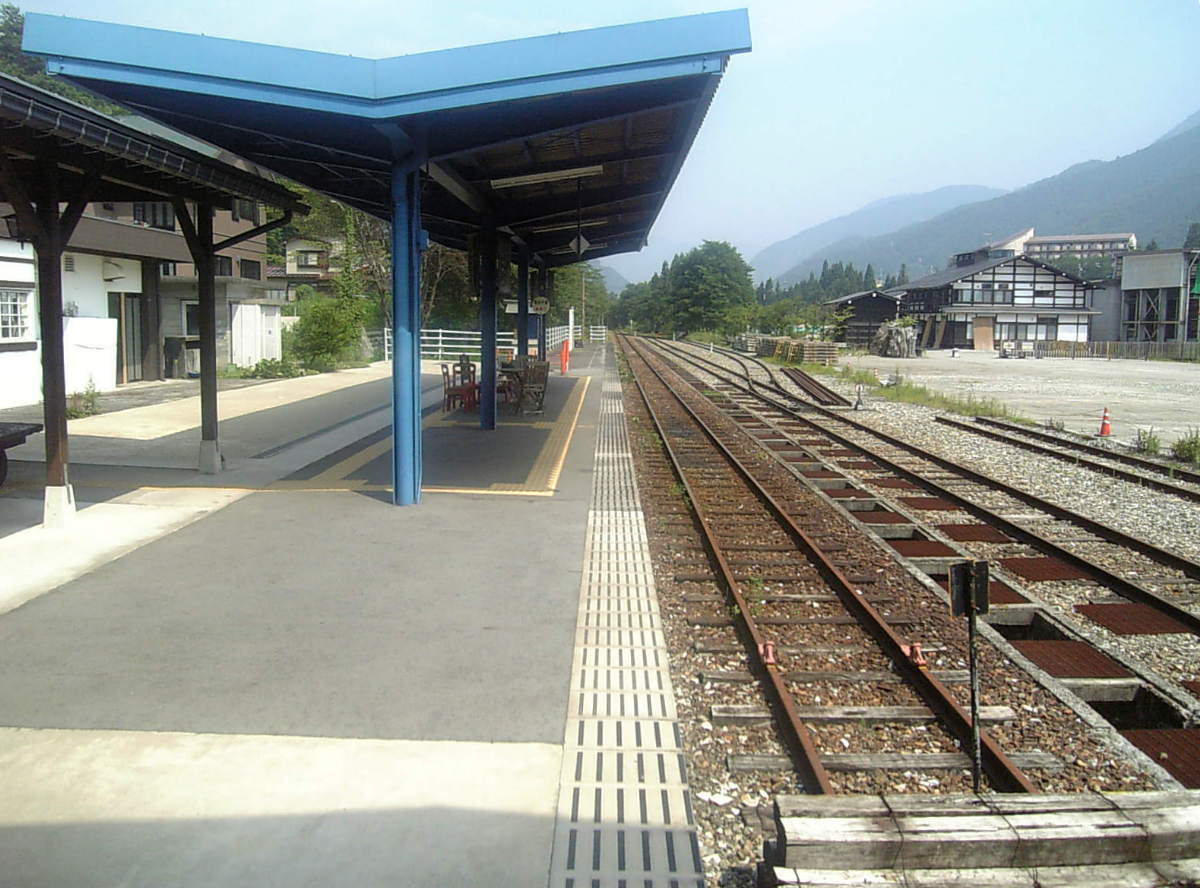
ホーム（2006年8月）
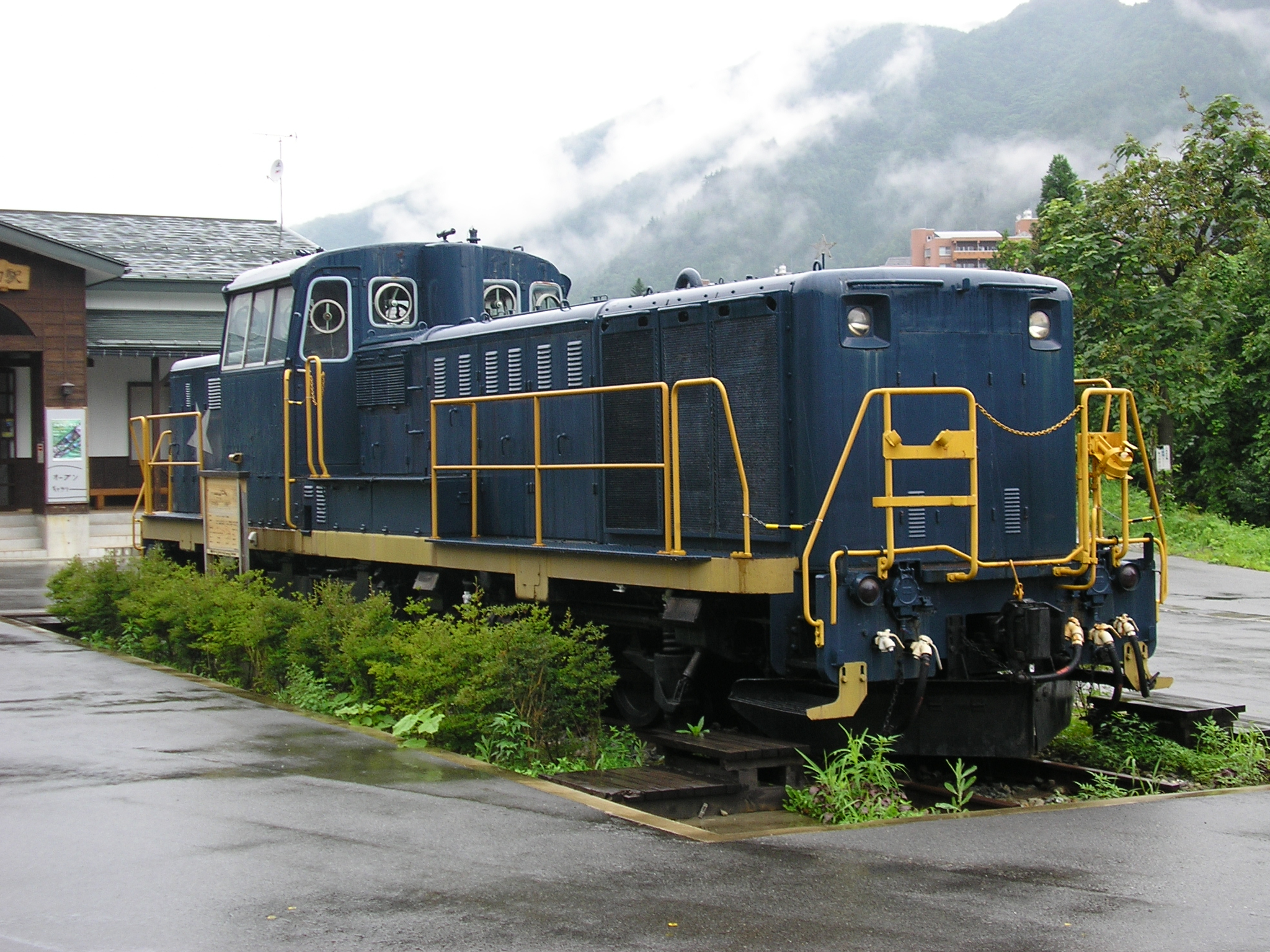
駅前に静態保存されていたKMDE101

## 駅周辺
旧阿曽布村の中心地に所在した。高原川の西側にあたり、川の対岸や駅の西側に住宅が多い。
駅前に路線バスが乗り入れており奥飛騨温泉郷（平湯温泉など）に行くことができる。ただし、神岡町の中心部から外れているうえにJR東海高山本線高山駅から別ルートで直通するバスも存在するため、当駅は奥飛騨への玄関口としては全く機能しなかった。
隣の神岡大橋駅までの沿線に歩道が設けられており、ハイキング感覚で通行できる。
駅前広場には、貨物列車牽引に使用されていたKMDE101（元国鉄DE10）が静態保存されていたが、2007年2月に解体された。
国鉄時代の路線の距離が20.3キロメートルに対して神岡鉄道時代の路線の距離は19.9キロメートルというのは国鉄時代は2代目駅舎から南へ400メートル、ディーゼル機関車が保存されていた位置を含めて線路が延びていたためである。また、途中に踏切があったが、これは当路線が信富線として平湯まで延伸する計画があり、一部は神岡セラミックからの貨物輸送の専用線として使用していたためである。

## 廃止後
4月から11月までの水曜日以外には当駅から神岡鉱山前駅まで、観光用の軌道自転車「レールマウンテンバイク」の体験運転ができる。2017年4月からは、飛騨市の進める「ロスト・ライン・パーク構想」の一環として、廃線時まで運行されていたKM-100形KM-101「おくひだ1号」が展示され、同車を用いたイベントが不定期に開催されている。

## 隣の駅
神岡鉄道
神岡線
神岡大橋駅 - 奥飛騨温泉口駅